# Pfarrkirche Maria Hietzing

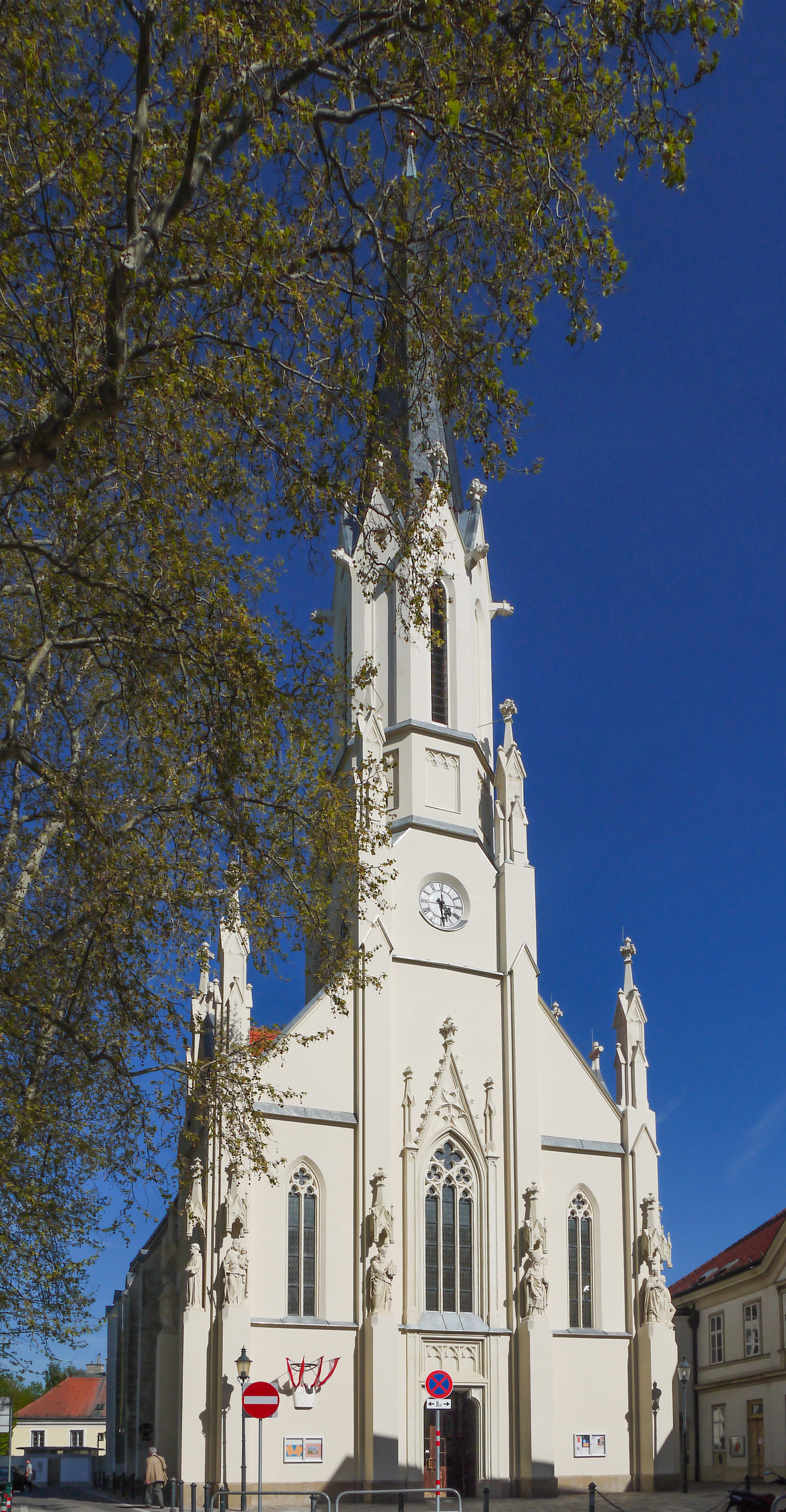
Hietzinger Pfarrkirche

Die Pfarr- und Wallfahrtskirche Maria Hietzing ist eine römisch-katholische Pfarrkirche im Bezirksteil Hietzing des 13. Wiener Gemeindebezirks Hietzing.
Die Pfarre liegt im Dekanat 13 des zur Erzdiözese Wien gehörenden Vikariates Wien Stadt. Sie ist dem Fest Mariä Geburt geweiht. Das Bauwerk steht unter Denkmalschutz und gehört seit 1996 zur Pufferzone der UNESCO-Welterbe-Stätte „Schloss und Park von Schönbrunn“.

## Pfarrgeschichte

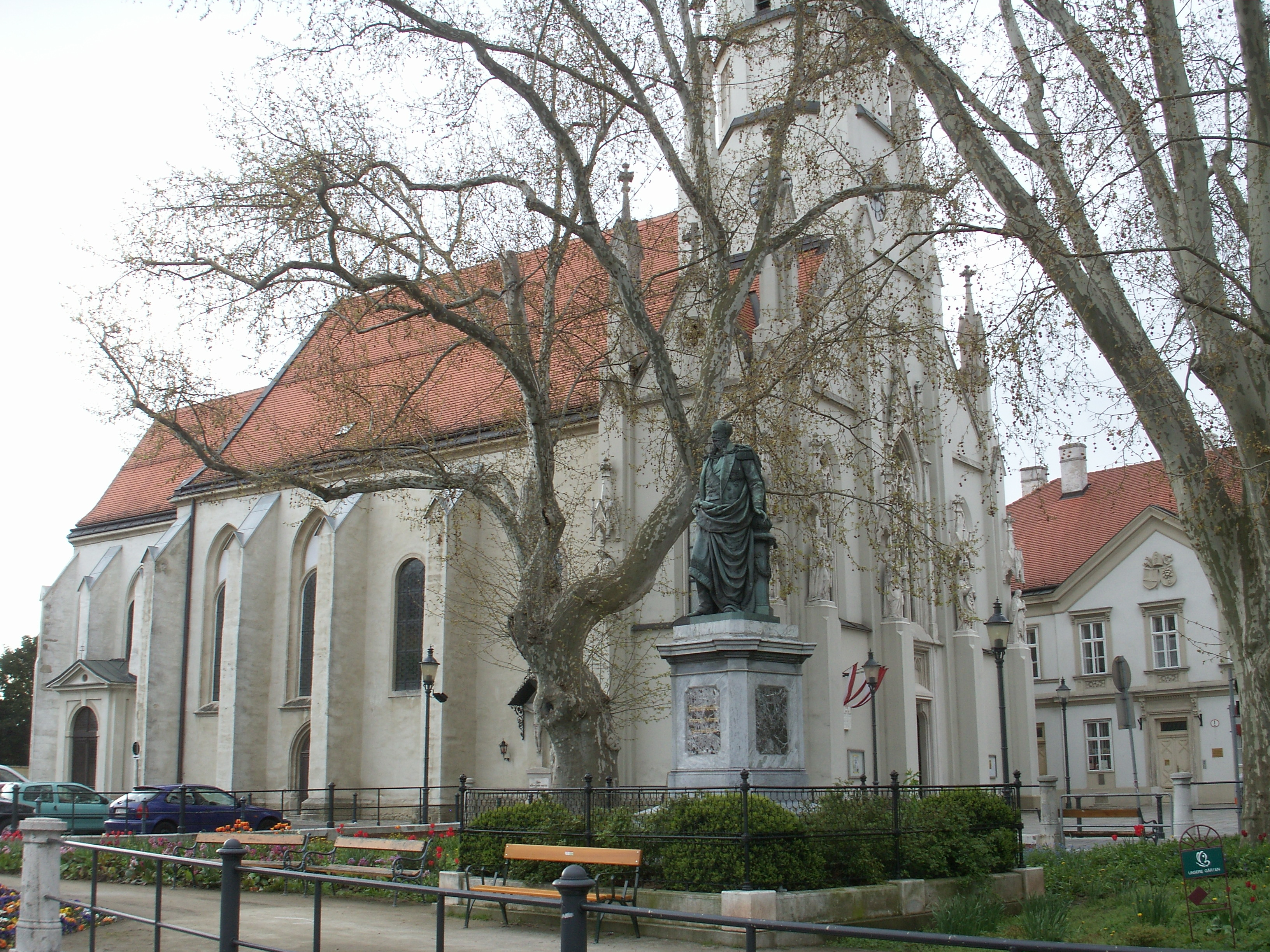
Seitenansicht

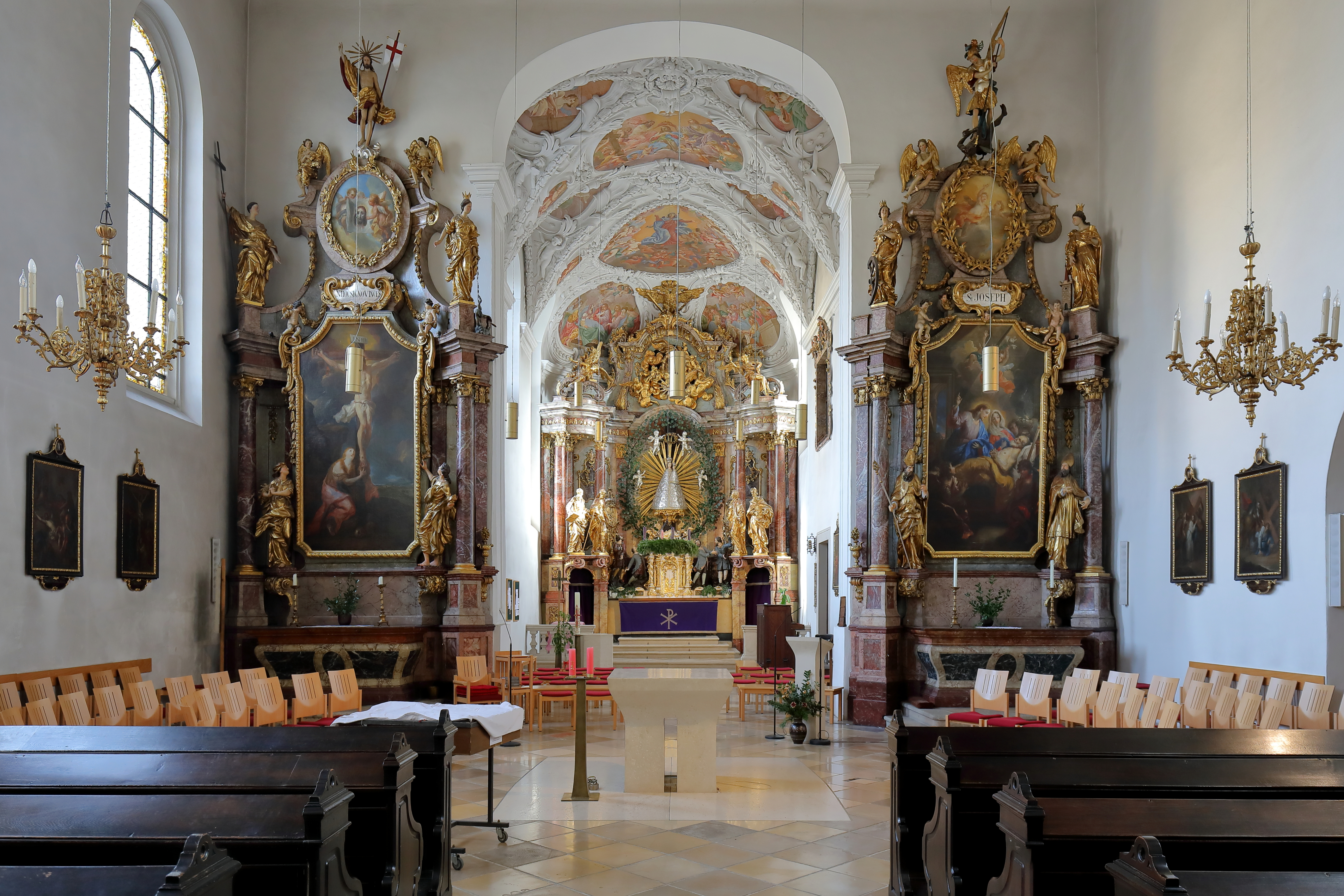
Inneres der Kirche

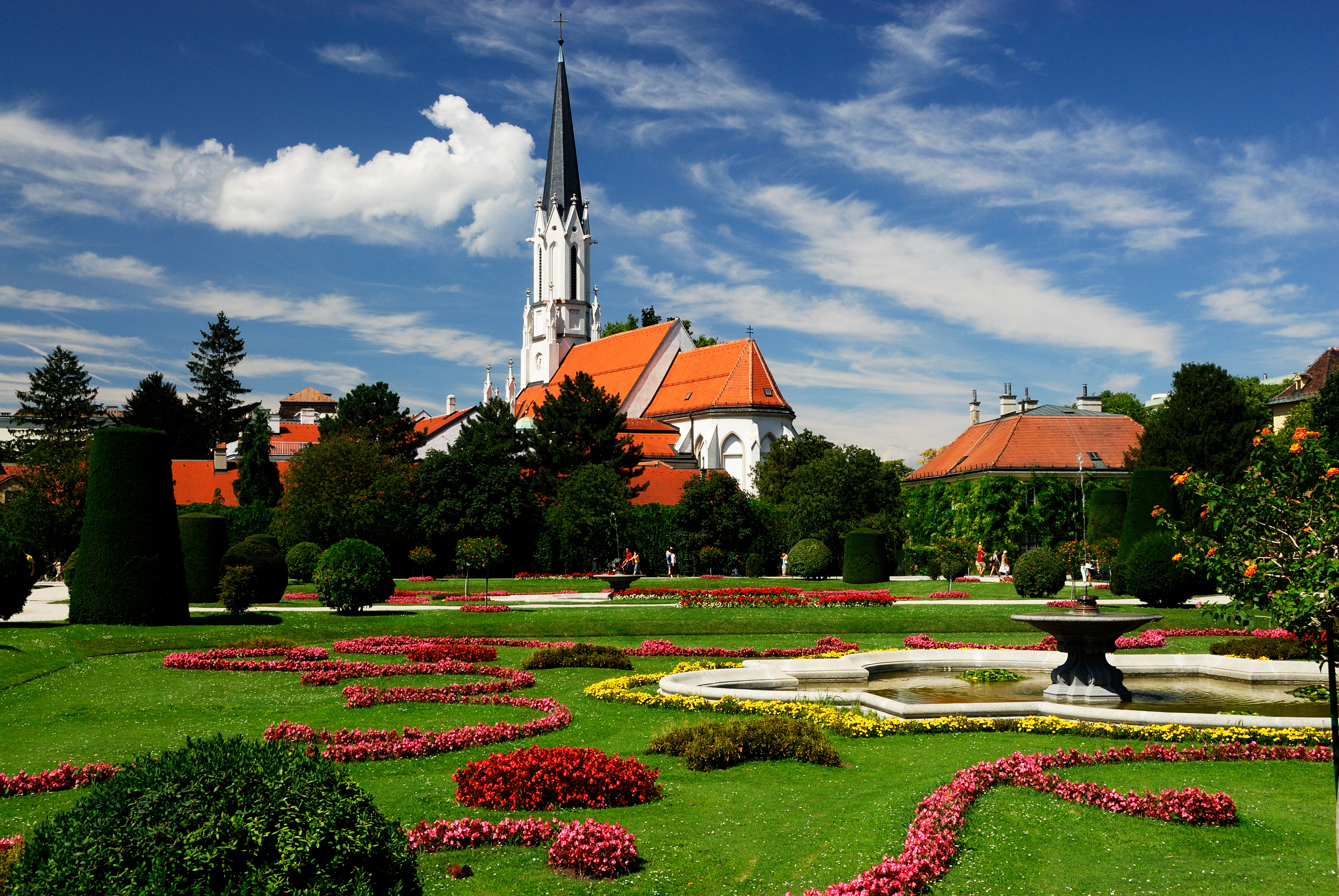
Blick vom Schönbrunner Schlosspark

Am Standort der Kirche, einem Schwemmkegel des Lainzerbachs nahe bei seiner Mündung in die Wien, befand sich bereits im 13. Jahrhundert eine Kapelle zu Ehren Mariens. 1253 tauschte der Komtur des Deutschen Ordens Ortolf von Traiskirchen den Hof des Klosters in Hyecingen (Hietzing) mit der zugehörigen Kirche gegen Besitzungen in Stockstall, Ziersdorf und Dürnbach des Stifts Klosterneuburg. Die Hietzinger Kirche war zu jener Zeit eine Eigenkirche: Sie gehörte also dem Grundherren und brachte diesem Einkünfte von zwei Weingärten und 18 Eimer Bergrecht (Naturalabgabe in Wein). Der Grundherr musste im Gegenzug für die Bedürfnisse der Kirche und der Seelsorge aufkommen. Erweiterungen des Stiftsbesitzes in Hietzing machten das Kloster Ende des 13. Jahrhunderts wohl zum alleinigen Besitzer des Ortes. Die Selbständigkeit der Kirche war jedoch nur im Bezug auf die weltliche Obrigkeit gegeben, da der Ort pfarrlich zum großen Sprengel der Pfarre Penzing gehörte. Da die Hietzinger Kirche als Wallfahrtskirche große Bedeutung erlangte, versuchte die Pfarre Penzing sich die lukrativen Einnahmen einzuverleiben. Das Stift Klosterneuburg hielt jedoch am Recht fest, alle Seelsorger in Hietzing selbst zu präsentieren. Daran änderte auch die Gründung des Bistums Wien 1469 nichts, obwohl der Wiener Bischof Anfang des 16. Jahrhunderts versuchte, alle Hietzinger, die nicht in Penzing zur Kirche gingen, zu exkommunizieren. Um die Begehrlichkeiten Penzings abzuwehren, erreichte das Stift 1534 die päpstliche Inkorporation der Hietzinger Kirche. Dennoch dauerten die Streitigkeiten um den Status der Hietzinger Kirche noch mehr als 200 Jahre an. Erst Kaiser Joseph II. beendete den Disput. Zwar ließ er am 24. Dezember 1782 die Exemtion der Hietzinger Kirche aufheben, bereits 1786 wurde Hietzing jedoch samt dem Schloss Schönbrunn von der Pfarre Penzing abgetrennt, und zu einer eigenen Pfarre erhoben, die dem Stift Klosterneuburg inkorporiert wurde. Die neu gegründete Pfarre umfasste damals den Ort Hietzing mit etwa 480 Einwohnern, das Schloss Schönbrunn mit etwa 285 Bewohnern und sechs Häuser in Unter Sankt Veit mit etwa 74 Menschen.

## Geschichte der Pfarrkirche
Das Stift ließ 1414 bis 1419 eine gotische Kapelle errichten, die in der Folge mehrmals zerstört wurde: 1484 durch Einfälle der Ungarn, 1529 im Zuge der Ersten Wiener Türkenbelagerung. Die Kirche wurde zwar 1536 notdürftig repariert, verfiel jedoch immer mehr und war 1580 eine Ruine.
Jakob Vivian ließ die Kirche 1587 bis 1593 wieder instand setzen, doch bereits 1605 wurde die Kirche erneut von den Ungarn zerstört. 1607 wurde die Kirche erneut instand gesetzt, der Schweizer Bildhauer Antonius Crivelli aus Lugano gestaltete den Hochaltar. Nachdem 1660 eine barocke Umgestaltung der Kirche erfolgt war, wurde sie während der Zweiten Wiener Türkenbelagerung zerstört. 1685 musste sie deshalb ein weiteres Mal wiederaufgebaut werden, außerdem wurde sie 1688 mit Deckengemälden und 1698 mit dem Hochaltar von Matthias Steinl ausgestattet.

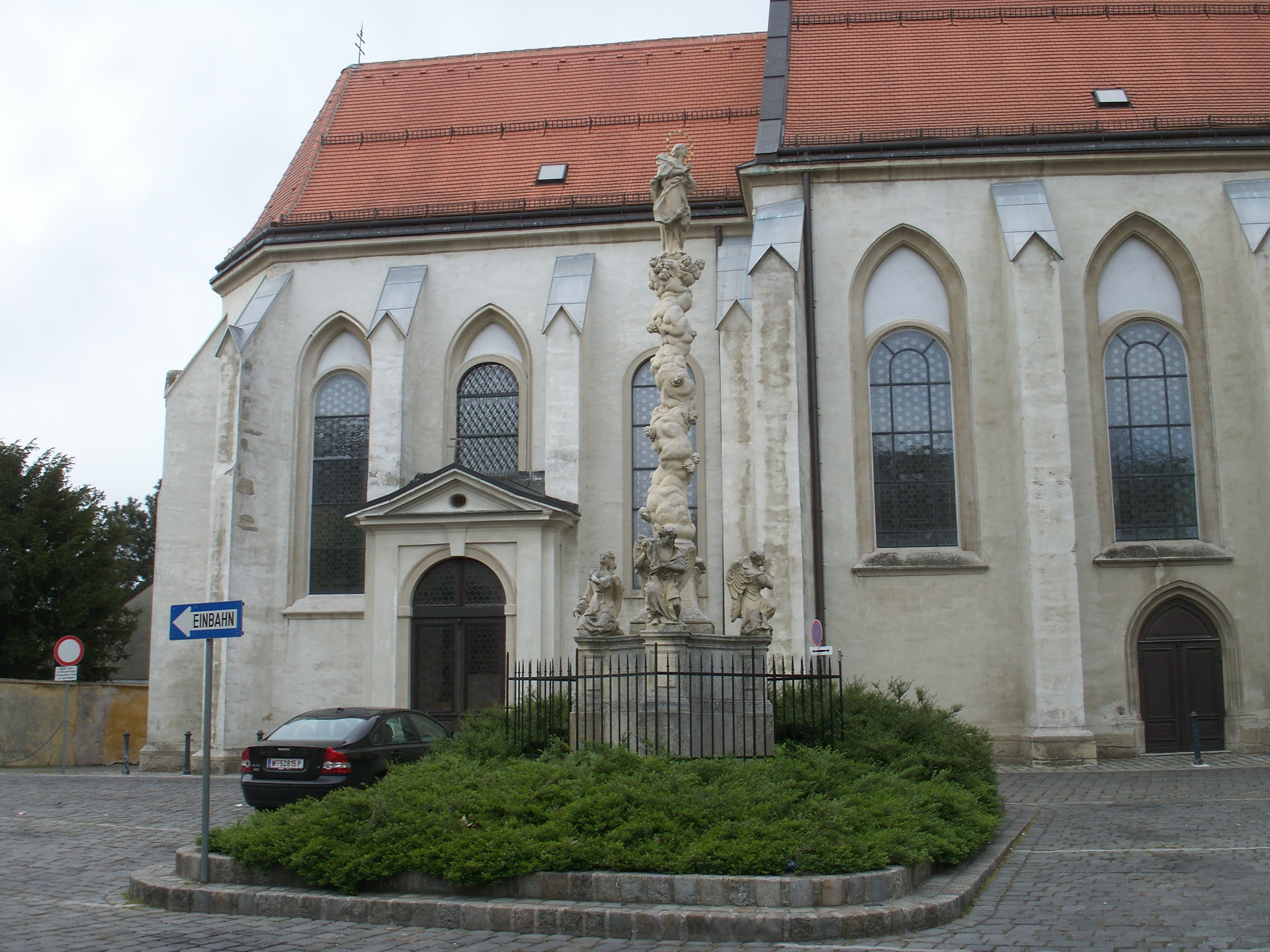
Säule mit Mutter-Gottes-Standbild

Die Kirche wurde ein wichtiger Wallfahrtsort, da einer Legende nach einige Männer, die von den Türken an einen Baum an der Kirche gebunden worden waren, auf wundersame Weise gerettet wurden. Die gottesfürchtigen Männer hatten nämlich die Mutter Gottes angerufen, deren Gnadenstatue im Baum vor den Türken versteckt worden war. 1751 wurde diese Legende auch durch eine Plastik und das Gnadenbild am Hochaltar verewigt.
Am 23. April 1708 fand in der Pfarrkirche Maria Hietzing die Ferntrauung des späteren Kaisers Karl VI. mit Elisabeth Christine von Braunschweig-Wolfenbüttel statt, wobei Karl von seinem Bruder Joseph I. als kirchenrechtlichem Prokurator vertreten wurde.
Bereits 1690 war die Kirche zudem um die Leopoldskapelle erweitert worden, 1733 kamen die Johann-Nepomuk-Kapelle und das kaiserliche Oratorium hinzu. Maria Theresia ließ zudem Kreuzweg-Gemälde aus Schönbrunn in der Pfarrkirche aufstellen. 1863 bis 1865 wurde das Gotteshaus umgebaut und nach den Plänen von Carl Roesner erweitert. Die Westfassade und der Glockenturm wurden hierbei im neugotischen Stil umgebaut. 1865 wurde die Kirche weiters durch sechs Fassadenplastiken von Heiligen Christoph mit Kind Jesus, Leopold, Augustin, Agnes von Rom u. a., von Johann Meixner und Andreas Halbig geschmückt. Die Pläne der Westfassade waren 1868 Grundlage der Errichtung der Westfassade der Stadtpfarrkirche in Melk.
Nach Beschädigungen während des Zweiten Weltkriegs musste die Kirche nach dem Krieg renoviert werden, 1953 wurde auch das Kircheninnere erneuert, und 1955 folgten neue Glasfenster. Umfangreiche Renovierungen wurden auch in jüngster Zeit ausgeführt. 1994/95 erfolgte eine Außenrenovierung, 2001 erhielt die Kirche ein neues Dach. Zwischen 2003 und 2005 erfolgte zudem eine ausführliche Innenrenovierung.

## Ausstattung

### Hochaltar

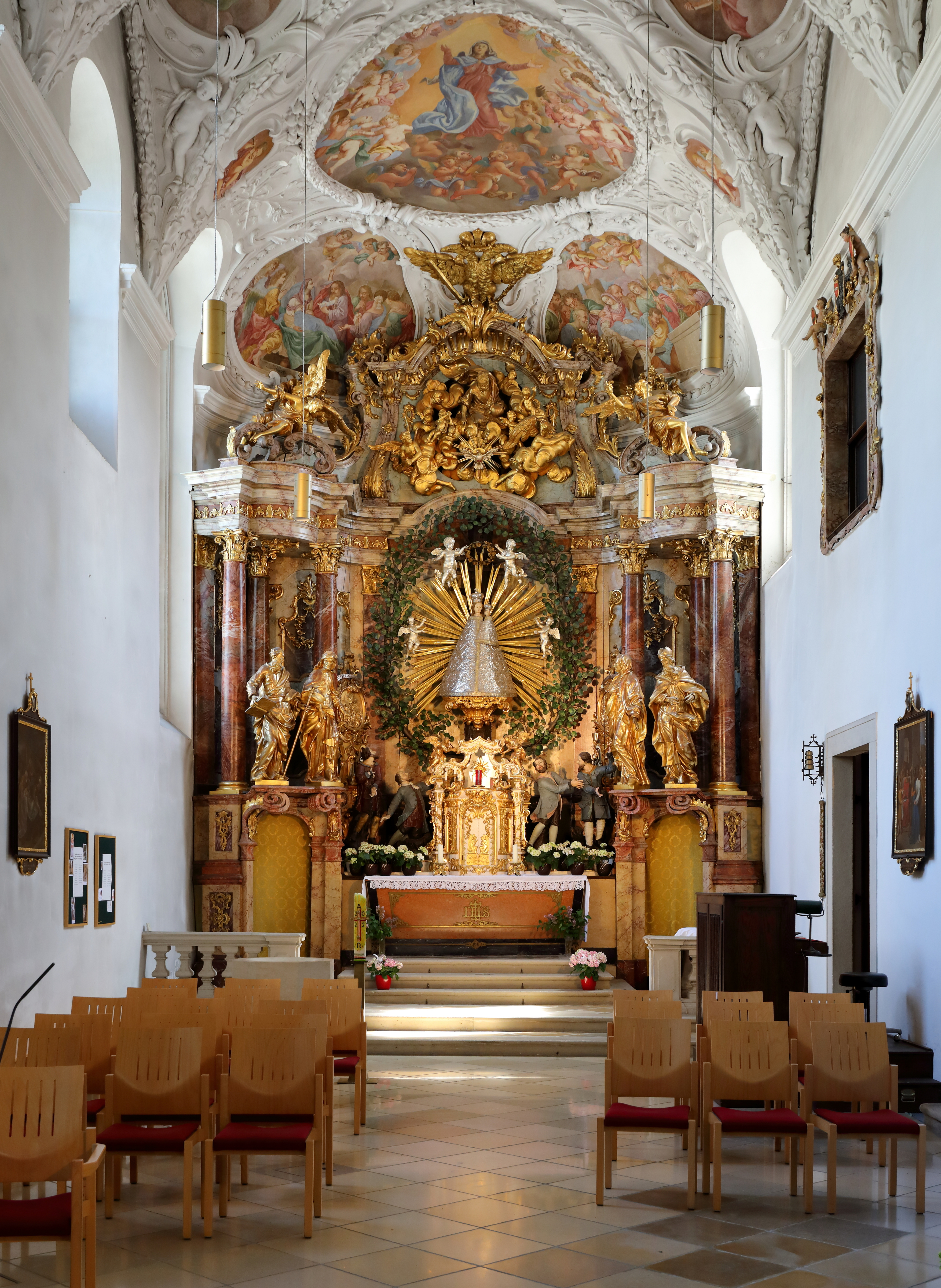
Hochaltar; ein Werk von Matthias Steinl aus dem Jahr 1698

Zentrales Element der Kirche ist der monumentale, barocke Hochaltar, der 1698 von Matthias Steinl errichtet wurde und 1751 seine jetzige Form erhielt. Die Darstellung der Sage von der Rettung einiger Hietzinger Männer vor den Türken findet ihre Darstellung im Mittelaufbau des Hochaltares: Maria wird in der Laubkrone eines stilisierten Baumes dargestellt, ihr zu Füßen die vier um Hilfe flehenden Männern, deren Fesseln bereits gesprengt sind. Links und rechts des Altars befinden sich je zwei vergoldete Statuen von Joachim und Anna, den Eltern Marias, und den Eltern Johannes des Täufers, Elisabet und Zacharias. Am Giebelaufbau des Hochaltars finden sich Skulpturen von Gott-Vater, der Heilige Geist in Gestalt einer Taube sowie Engel. Gekrönt wird der Hochaltar vom österreichischen Doppeladler, der auch über dem Fenster des Oratoriums angebracht ist, wo Kaiserin Maria Theresia ungesehen der Messe beiwohnen konnte.

### Seitenaltäre
Die beiden Seitenaltäre der Hietzinger Pfarrkirche wurde wie der Hochaltar von Matthias Steinl entworfen. Die Ölbilder wurden hingegen von Johann Michael Rottmayr im Jahr 1712 ausgeführt. Der linke Altar ist „Christus am Kreuz“ gewidmet. Daneben finden sich Plastiken von Maria und Johannes, im Giebel ist das Schweißtuch der Veronika dargestellt. Daneben befinden sich figurale Darstellungen der heiligen Helena, die das Kreuz fand, der heiligen Margarete, der Todes- und Lebensheiligen sowie im Giebelaufsatz der auferstandene Erlöser mit der Siegesfahne. Gegenüber dem Kreuzaltar befindet sich der Josefsaltar mit dem Ölgemälde „Der heilige Josef am Sterbebett“. Zu ihm gehören plastische Figuren der Ordensheiligen Augustinus und Ambrosius, überragt von der heiligen Katharina und der heiligen Barbara sowie im Giebelaufsatz einer Darstellung des Erzengels Michael.

### Leopoldikapelle
Die 1690 im Süden angebaute Leopoldikapelle zeigt in ihrem Altarbild den heiligen Leopold, der in seinen Händen den Plan der Kirche am Leopoldsberg in den Händen hält. Die Deckenfresken in der Kuppel zeigen Szenen aus seinem Leben, die Darstellungen stammen von Josef Kastner dem Jüngeren. Die beiden Gemälde der Kapelle sind ein Geschenk des Stiftes und stellen an der linken Seitenwand den heiligen Chorherren Pierre Fourier und gegenüber den seligen Chorherren Hartmann, den ersten Propst von Klosterneuburg, späteren Bischof von Brixen, dar.

### Johannes-Nepomuk-Kapelle
1733 wurde im Norden an der Außenseite der Kirche eine zweite Kapelle angebaut, wodurch die große Anzahl der Wallfahrer auch im Freien einer Messe beiwohnen konnten. Im Inneren beherbergt die Kapelle ein Ölgemälde mit der Darstellung „Der heilige Johannes Nepomuk auf der Wallfahrt nach Alt-Bunzlau, während ihm in den Wolken die heilige Jungfrau erscheint“.

### Weitere Ausstattungen

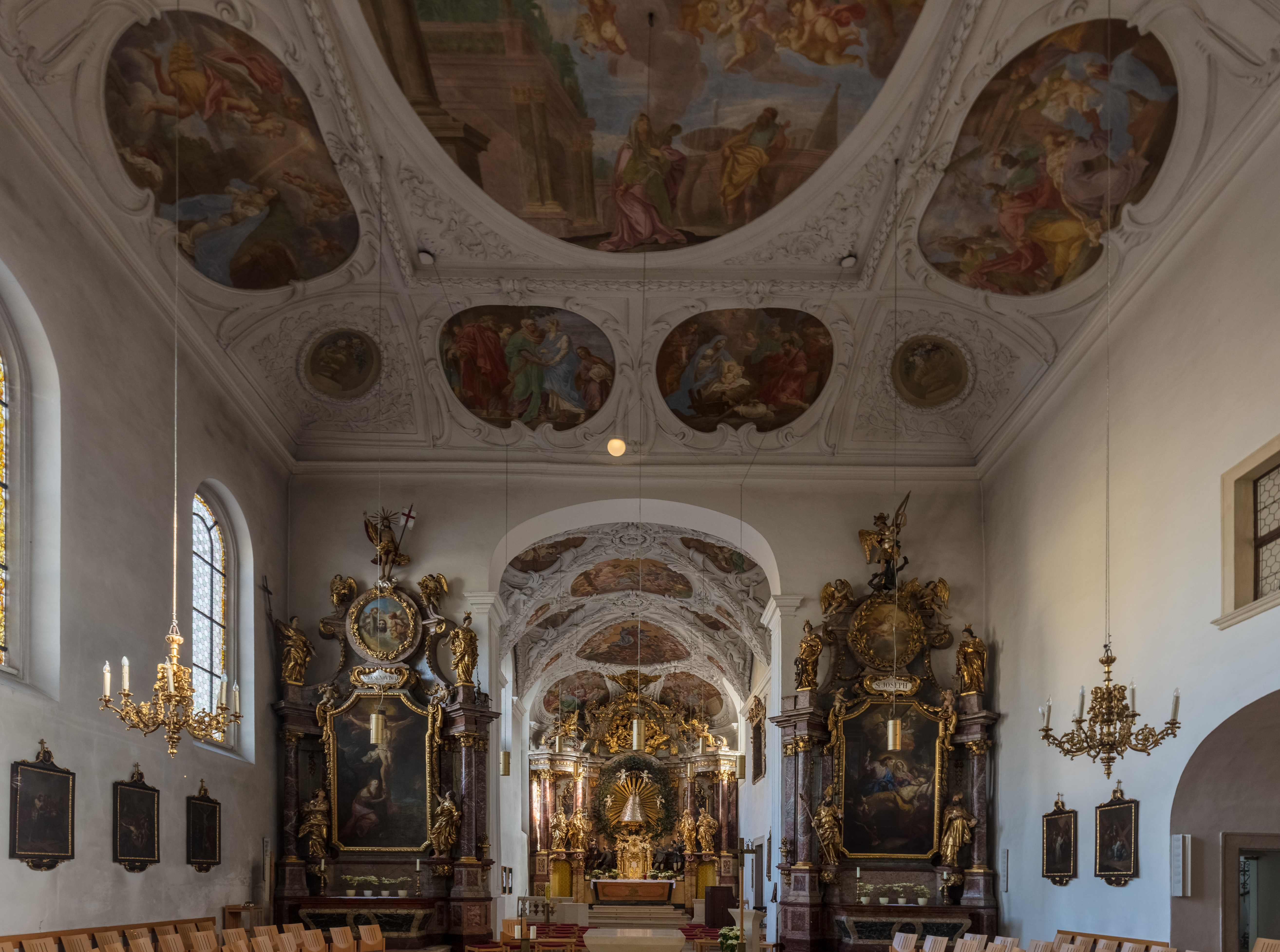
Innensicht inkl. Decke

Die Decke des Hauptraumes wird durch Stuckaturen von Dominicus Piazzol und Fresken von Antoni Galliardi geziert. Im Mitteloval stellt eine Freske „Die Erwählung Mariens“ dar, in den Hohlkehlen finden sich acht Szenen aus dem Marienleben. Weitere Fresken zeigen im Chorraum die „Krönung Mariens“ und die „Aufnahme Mariens“, in den Eckfeldern wird „Der Tod Mariens“ mit der Aufnahme ihrer Seele durch Christus und die „Grablegung Mariens“ dargestellt. Hauptaltar und Ambo sind von Wolfgang Stracke in weißem Donaukalkmarmor ausgeführt worden und stehen im Zentrum der Kirche. Auch das Taufbecken mit Osterleuchter und das Auferstehungskreuz stammen von Wolfgang Stracke.
Die Orgel ist ein von der Wiener Firma Johann M. Kauffmann 1903 errichtetes Werk, das über 18 Register auf zwei Manualen und Pedal verfügt.

## Gemeindeleben
Die Pfarre Maria Hietzing ist ein Teil des Entwicklungsraums Hietzing Nord. Sonntags-Gottesdienste finden in der Kirche jeweils um 8:30 und um 10:15 statt (im Juli und August nur um 9:30).
In der Pfarre Maria Hietzing befindet sich eine Le+O-Ausgabestelle der Caritas Wien. Sie bietet Unterstützung für armutsgefährdete Personen durch die Ausgabe von Lebensmitteln und kostenlose Beratung. Am 14. August 2023 wurde Pfarrvikar Anton Höslinger CanReg zum Propst des Stiftes Klosterneuburg gewählt.

## Sonstiges
Am 31. Juli 1882 fand in dieser Kirche um 6 Uhr früh unter Ausschluss der Öffentlichkeit die Hochzeit von Hans Makart mit der ehemaligen Primaballerina Bertha Linda statt.